# Dan N'Lundulu
Dan N'Lundulu (Fontenay-aux-Roses, 5 febbraio 1999) è un calciatore inglese, attaccante del Cambridge Utd in prestito dal Bolton.

## Caratteristiche tecniche
È un centravanti.

## Carriera

### Club

#### Gli inizi
Nato in Francia da genitori originari della Repubblica Democratica del Congo, si trasferisce in giovane età in Inghilterra dove entra nel settore giovanile del Chelsea.

#### Southampton e vari prestiti
Nel 2013 si trasferisce al Southampton dove fa tutta la trafila delle giovanili prima di arrivare in Prima Squadra. Il 26 settembre 2019 rinnova il suo contratto con i Saints, mentre l'anno successivo, 25 ottobre 2020, arriva il debutto in Premier League, subentrando nel secondo tempo dell'incontro vinto 2-0 contro l'Everton.
Il 14 luglio 2021 viene ceduto in prestito al Lincoln City.
Dopo la scadenza del prestito con il Lincoln City, il 6 gennaio 2022, passa di nuovo in prestito al Cheltenham Town.

### Nazionale
Nel 2014 ha segnato un gol in 2 presenze nella nazionale inglese Under-16.

## Statistiche
Statistiche aggiornate al 2 febbraio 2021.

### Presenze e reti nei club
| Stagione        | Squadra         | Campionato      | Campionato | Campionato | Coppe nazionali | Coppe nazionali | Coppe nazionali | Coppe continentali | Coppe continentali | Coppe continentali | Altre coppe | Altre coppe | Altre coppe | Totale | Totale | Totale |
| Stagione        | Squadra         | Comp            | Pres       | Reti       | Comp            | Pres            | Reti            | Comp               | Pres               | Reti               | Comp        | Pres        | Reti        | Pres   | Reti   |        |
| --------------- | --------------- | --------------- | ---------- | ---------- | --------------- | --------------- | --------------- | ------------------ | ------------------ | ------------------ | ----------- | ----------- | ----------- | ------ | ------ | ------ |
| 2020-2021       | Southampton     | PL              | 8          | 0          | FACup+CdL       | 2+0             | 1+0             |                    | -                  | -                  |             | -           | -           | 10     | 1      |        |
| Totale carriera | Totale carriera | Totale carriera | 8          | 0          |                 | 2               | 1               |                    | -                  | -                  |             | -           | -           | 10     | 1      |        |

## Palmarès

### Club

#### Competizioni nazionali
- Football League Trophy: 1

Bolton: 2022-2023